# Proturen
Proturen (Protura) zijn een groep van zeer kleine bodembewonende zespotigen. De wetenschappelijke naam pro(to-)ura betekent letterlijk simpele staart. De groep werd pas in 1907 beschreven toen de soort Acerontomon doderoi in Genua werd ontdekt.

## Kenmerken
Protura hebben geen vleugels, ogen, achterlijfsaanhangsels of antennen en kennen geen metamorfose. Omdat ze geen antennen hebben, steken ze hun voorste paar poten vaak omhoog om als tastorganen te dienen; daarom worden ze wel 'poottasters' of 'beentasters' genoemd. Ze hebben stekende en zuigende monddelen, die in een huidzakje zitten. Tijdens het foerageren worden deze naar buiten gedrukt. De miniscule beestjes worden meestal niet groter dan 1 millimeter.

## Leefwijze
Deze dieren komen over de hele wereld voor en leven meestal in de bodem op vochtige plaatsen. Vaak is dit in modderige moerasgrond maar ze komen ook voor in bladstrooisel. Met hun lancetvormige kaken nemen ze de vloedbare inhoud van het mycelium van zwammen, rottende planten of wortels van planten, op.

## Classificatie
Protura werden vroeger opgevat als de primitiefste insecten (bijna 300 miljoen jaar oud).
Tegenwoordig worden Protura niet meer tot de insecten gerekend, maar tot de klasse van de Entognatha. Tot die klasse behoren naast de protura nog de springstaarten (Collembola) en de Diplura. 
De Entognatha vormen een van de twee klassen van zespotigen. De andere klasse zijn de insecten. 